# 杜愛民
杜愛民（法語：Antoine Duris，1909年—1995年3月），巴黎外方傳教會神父，長年在臺灣花蓮縣萬榮鄉馬遠村傳教，並投入阿美族語與布農族語的研究。

## 生平
杜愛民早年在貴州、四川、雲南一帶傳教。雖他不是語言學科班出身，可是他在黃果樹傳教時，就寫了布依語字典。中華人民共和國建立後，包括他與其他巴黎外方傳教會來花蓮縣對原住民傳道。杜神父就在花蓮縣萬榮鄉馬遠村傳教四十多年，在臺灣期間只回過法國三次。
在1984年底前，中國國民黨政府尚以「部分人士運用母語及羅馬拼音傳教，有居心叵測之嫌，因此必須有效加以制止，並予勸導，並應力求傳教士使用國語傳教，以免妨礙國語文教育之推行」。在戒嚴時期儘管政府對用羅馬拼音嚴加禁止，花東地區的牧師和神父依然偷偷指導教友用原住民族語羅馬字，多年多半不和官方接觸。
杜愛民專注投注在阿美族與布農族語文的研究上，能細述各地阿美語間微妙的差異，以及知道阿美語對物品稱謂很細，如有八種名詞來區分各種不同的蜜蜂。他的阿美語字典，被其他使用的神父稱讚，因為例句多，對學語言很有用，缺點是以法國音拼音，一般人不易接受。1990年，他又出版一本法文版阿美語文法一書。他在教堂時舉行禮儀，堅持使用阿美語，但青少年不喜歡母語而遠離教會。
杜愛民也經常在巴黎外方傳教會會刊上，發表布農族風情、民俗的文章，外國研究少數民族語言的學者，往往老遠到瑞穗鄉富源天主教堂向他請教。至於他的布農語字典，各地布農族部落的神父人手一本，可是多半只能參考，因為他是從馬遠村取樣，和台東、南投等地有些差異。像是白冷會的賈斯德，他的布農語則從高雄縣桃源鄉所學來。
1990年採訪時，八十一歲的杜愛民仍然保持著每天工作八小時的規律，在瑞穗鄉富源村的天主堂旁老舊屋打字，編輯字典，對於人問他鑽研阿美、布農語文的動機，他就說是因為老人時間多。1994年5月20日，教育部公布獎助補助母語研究著名單，杜愛民獲得十萬元獎勵。同月，他因傳染病返法國療養，次年3月底在法國過世。
接任杜愛民的神父無論舉行彌撒或講道，都使用國語，一下子就找回七十多名青少年教友。2001年11月7日，法蘭西學術院將該年中法文化獎頒給駐花蓮巴黎外方傳教會，以感謝杜愛民、莫德明、余發光、牧德全、劉一峰、裴德、博利亞、潘世光等神父對於編纂阿美族語、布農族語字典的貢獻。